# Pizza-Bande
Die Pizza-Bande ist eine deutsche Jugendbuch- und Hörspielserie verschiedener Autoren, die zwischen 1984 und 1995 erschien. Sie handelt von vier Jugendlichen, die allerlei Detektiv-Abenteuer erleben.

## Inhalt und Figuren
Die vier Hauptfiguren Tommi, Milli, Schräubchen und TH leben in der fiktiven oberbayerischen Stadt Sommerberg und besuchen die sechste Klasse einer Realschule. Die beiden Jungen gehen dabei gemeinsam in eine Klasse, ebenso die beiden Mädchen.
- Tommi heißt eigentlich Tommaso Carotti. Seinen Eltern Gina und Francesco Carotti gehört die Pizzeria Mamma Gina in der Sommerberger Innenstadt.
- Milli heißt eigentlich Anna Obermaier. Ihren Spitznamen verdankt sie ihrer Vorliebe für Milch. Sie lebt mit ihren Eltern auf einem Bauernhof außerhalb der Stadt und muss ihnen dort gelegentlich helfen.
- Schräubchen heißt eigentlich Stephanie Wagner. Ihr Vater hat eine Autowerkstatt, in der sie schon als kleines Kind immer mit den Schrauben gespielt hat.
- TH heißt eigentlich Walther Roland. Er betont stets das „TH“ in seinem Namen, wodurch er zu seinem Spitznamen gekommen ist. Er lebt bei seinem geschiedenen Vater.

Ein Hinterzimmer der Pizzeria von Tommis Eltern ist der regelmäßige Treffpunkt des Quartetts. Durch ihre Abenteuerlust sowie ihre unerschütterliche Hilfsbereitschaft und Aufrichtigkeit werden die vier Freunde regelmäßig in Kriminalfälle unterschiedlichster Art verwickelt. Dabei gelingt es ihnen stets, entscheidend zur gerechten Bestrafung der Täter beizutragen, auch wenn Inspektor Mauser (in einigen Ausgaben Kommissar Mauser) von der Sommerberger Polizei, dem die ständigen Einmischungen der Pizza-Bande in seine Arbeit ein fortwährendes Ärgernis sind, ihnen dabei häufig aus der Patsche helfen muss.

## Die Buchreihe
Geschrieben wurden die Bücher unter anderem von Ursel Scheffler, Tina Caspari, Matthias Martin, Elvira Hoffmann, Max Kruse, Margot Potthoff, Evelyne Kolnberger, Rainer M. Schröder, Wolfgang Hohlbein und Manfred Böckl. Die Titelillustrationen stammen von Gisela Könemund. Die Bücher wurden im Franz Schneider Verlag herausgegeben. In einem Interview mit Ursel Scheffler gab diese an: „Die Reihe ‚Pizzabande‘ ist damals im Auftrag des Verlages entstanden. Das heißt, zwei oder drei Autoren haben gemeinsam mit den Lektoren des damals noch sehr großen Verlages die Protagonisten und Szenerie entwickelt. Wir haben eine ‚Bibel‘ für die Charaktere und Schauplätze, Zeichnungen etc entwickelt als Info für alle. Ich schrieb die Bände, die in der Pizzeria Mama Gina spielen und hab auch die Ideen und Tatortskizzen dafür entwickelt. Tina Caspari schrieb meines Wissens vor allem die Bände, die auf Millis Bauernhof spielen.“
Durch diese konzertierte Aktion konnten die ersten Bände so sehr schnell erscheinen. Als der Schneider Verlag dann verkauft und verkleinert wurde und schließlich nach Köln zur Egmont-Gruppe wanderte, wurden alle Programme des Schneiderbuch-Verlages radikal beschnitten und Reihen herausgenommen.
| Nr. | Titel                                                                    | Autor              | Jahr |
| --- | ------------------------------------------------------------------------ | ------------------ | ---- |
| 1   | Kakerlaken im Salat oder Die Flüsterstimme                               | Ursel Scheffler    | 1984 |
| 2   | Der Priester mit den roten Schuhen oder Ferien im Zelt                   | Tina Caspari       | 1984 |
| 3   | Die verbeulte Erbschaft oder Das Spukhaus                                | Matthias Martin    | 1984 |
| 4   | Tragen Füchse Trainingshosen? oder Die Müllaktion                        | Elvira Hoffmann    | 1984 |
| 5   | Das Paradies der Frösche oder Der Bandenkrieg                            | Max Kruse          | 1984 |
| 6   | Spaghetti im Benzintank oder Die Erpresserjagd                           | Margot Potthoff    | 1984 |
| 7   | Gespenster essen keinen Hering oder Das Katzenversteck                   | Tina Caspari       | 1984 |
| 8   | Hände weg von Teddybären oder Die Schmuggler                             | Evelyne Kolnberger | 1984 |
| 9   | Tomatensuppe für den Vampir oder Hilfe in Not                            | Margot Potthoff    | 1984 |
| 10  | Ein Geist mit nassen Füßen oder Computerdiebe                            | Ursel Scheffler    | 1985 |
| 11  | Ein Hai sitzt auf dem Trocknen oder Der Trick                            | Tina Caspari       | 1986 |
| 12  | Pfeffer für Pistazien-Paule oder Die Extratour                           | Rainer M. Schröder | 1986 |
| 13  | Kartoffelsalat und kalte Füße oder Die Knatterbande                      | Matthias Martin    | 1987 |
| 14  | Das Gespenst im Schaukelstuhl oder Die Hilfsaktion                       | Margot Potthoff    | 1987 |
| 15  | Der grüne Fuchs oder Gänsehaut zum Nachtisch                             | Ursel Scheffler    | 1988 |
| 16  | Säbeltiger und Vampire oder Der verschwundene Geldschein                 | Matthias Martin    | 1988 |
| 17  | Zucker im Tank oder Die Hehlerbande                                      | Wolfgang Hohlbein  | 1989 |
| 18  | Pizza bella Napoli oder Der Mann im schwarzen Mantel                     | Ursel Scheffler    | 1989 |
| 19  | Ein Hut kann nicht fliegen oder Die Jagd nach dem Feuerteufel            | Helmut Walbert     | 1990 |
| 20  | Die Ballonpiraten oder Der Engel ohne Zeigefinger                        | Matthias Martin    | 1990 |
| 21  | Frühstückseier wachsen nicht auf Bäumen oder Das Geheimnis des Stuntmans | Günter Huth        | 1991 |
| 22  | Der Köder mit den sanften Pfoten oder Der Verdacht                       | Rainer M. Schröder | 1991 |
| 23  | Im Höllbach ist die Hölle los oder Das Geheimnis der Burgruine           | Manfred Böckl      | 1992 |
| 24  | Wenn alle Pizzas strahlen oder Das Computerfieber                        | Günter Huth        | 1992 |
| 25  | Vampire kauen keine Knoblauchzehen oder Der Kapuzenmann                  | Rainer M. Schröder | 1993 |
| 26  | Ketchup-Piraten sehen rot oder Die Diamantenräuber                       | Margit Kollmar     | 1993 |
| 27  | Elefanten tragen keine Spitzen oder Rettung in letzter Minute            | Max Kruse          | 1994 |
| 28  | Die geköpfte Göttin oder Raub um Mitternacht                             | Rainer M. Schröder | 1994 |
| 29  | Hasenblumen pflückt man nicht oder Die Wildererbande                     | Günter Huth        | 1995 |

Folgende Sammelbänder sind erschienen, jeder umfasst drei Einzelbücher:
- Abenteuer mit der Pizza-Bande. Sammelband (Folgen 1, 10 & 15). F. Schneider, München 1987, ISBN 978-3-505-09677-8
- Die Vier von der Pizza-Bande. Sammelband (Folgen 2, 7 & 11). F. Schneider, München 1989, ISBN 978-3-505-04167-9
- Geisterstunde bei der Pizza-Bande. Sammelband (Folgen 3, 14 & 19). F. Schneider, München 1992, ISBN 978-3-505-04786-2
- Die Pizza-Bande als Umweltschützer. Sammelband (Folgen 4, 5 & 12). F. Schneider, München 1991, ISBN 978-3-505-04482-3

Des Weiteren kam noch ein Buchtresor mit dem Namen Geheimtips von der Pizza-Bande in der gleichen Aufmachung wie die Buchreihe heraus.

## Die Hörspielserien

### Europa
Die ersten sieben Bücher wurden vom Label Europa als Hörspielserie umgesetzt. Die achte Folge wurde im Inlay der siebten Folge angekündigt, ist aber nie erschienen.

#### Folgen
| Nr. (MC) | Nr. (Buch) | Titel                                                  | Jahr |
| -------- | ---------- | ------------------------------------------------------ | ---- |
| 1        | 1          | Kakerlaken im Salat oder Die Flüsterstimme             | 1984 |
| 2        | 2          | Der Priester mit den roten Schuhen oder Ferien im Zelt | 1984 |
| 3        | 3          | Die verbeulte Erbschaft oder Das Spukhaus              | 1984 |
| 4        | 4          | Tragen Füchse Trainingshosen oder Die Müllaktion       | 1984 |
| 5        | 5          | Das Paradies der Frösche oder Der Bandenkrieg          | 1985 |
| 6        | 6          | Spaghetti im Benzintank oder Die Erpresserjagd         | 1985 |
| 7        | 7          | Gespenster essen keinen Hering oder Das Katzenversteck | 1985 |
| 8        | 8          | Hände weg von Teddybären oder Die Schmuggler ∗         |      |

### Schneider Ton
Die Hörspielserie wurde mit neuen Sprechern von Schneider Ton fortgesetzt, beginnend mit dem elften Buch. Verwirrenderweise wurde die Nummerierung zurückgesetzt und wieder bei 1 begonnen. Die Hörspiele sind eine Umsetzung der Bücher 2 und 6 sowie 8 bis 17, ohne sich an die Reihenfolge der Buchserie zu halten. Wie bereits bei der Europa-Serie wurden die neunte und die zehnte Folge im Inlay der achten Folge angekündigt, sind aber nie erschienen.
Alle von Schneider-Ton produzierten Folgen wurden 2018 von der All Ears GmbH digital wiederveröffentlicht.

#### Folgen
| Nr. (MC) | Nr. (Buch) | Titel                                                  | Jahr |
| -------- | ---------- | ------------------------------------------------------ | ---- |
| 1        | 11         | Ein Hai sitzt auf dem Trockenen oder Der Trick         |      |
| 2        | 12         | Pfeffer für Pistazien-Paule oder Die Extratour         |      |
| 3        | 10         | Ein Geist mit nassen Füßen oder Computerdiebe          |      |
| 4        | 13         | Kartoffelsalat und kalte Füße oder die Knatterbande    |      |
| 5        | 15         | Der grüne Fuchs oder Gänsehaut zum Nachtisch           |      |
| 6        | 8          | Hände weg von Teddybären oder Die Schmuggler           |      |
| 7        | 17         | Zucker im Tank oder Die Hehlerbande                    |      |
| 8        | 2          | Der Priester mit den roten Schuhen oder Ferien im Zelt |      |
| 9        | 18         | Pizza bella Napoli oder Der Mann im schwarzen Mantel ∗ |      |
| 10       | 6          | Spaghetti im Benzintank oder Die Erpresserjagd ∗       |      |